# Famille Bemberg
La famille Bemberg est une famille franco-argentine d'origine allemande.

## Liens de filiation entre les personnalités notoires

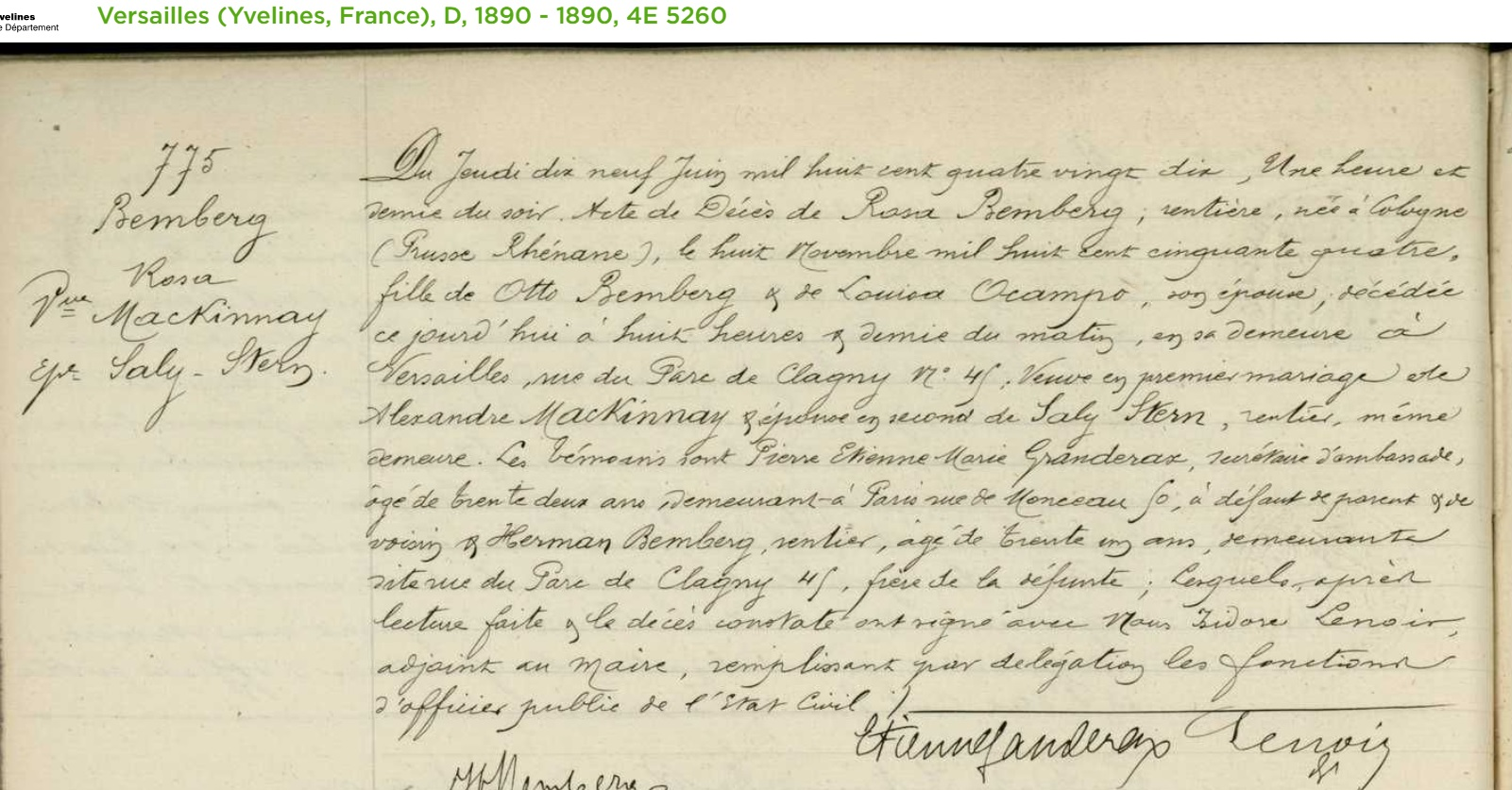
1890.06.19 - Acte de décès de Rosa Bemberg.

- Pedro Bemberg (1779-1827), né à Cologne, épouse Maria Theresia Drügg[1].
  - Otto Bemberg (1827-1895), homme d'affaires, financier et industriel allemand-argentin. Il épouse Maria Luisa Bernabela Ocampo.
    - Rosa Bemberg (1855-1890) épouse Saly Stern[2].
      - Jacques Stern (homme politique) (1882-1949), député, ministre. En 1924, il épouse Simone de Leusse, petite-fille du député Paul-Louis de Leusse.

    - Otto Sebastian Bemberg (1857-1932) épouse Josefina Leona Del Corazón de Jesús de Elortondo.
      - Otto Eduardo Bemberg (1187-1984 à Paris) épouse  Sofía Elena Bengolea.
        - María Luisa Bemberg (1922-1995). Elle épouse  Carlos María Hernán Miguens.
          - Carlos Miguens Bemberg (en).

    - Herman Bemberg (1859-1931), compositeur.